# Luigi Rossini
Luigi Rossini (1790. – 1857.) je bio talijanski umjetnik, najpoznatiji po bakropisima antičke rimske arhitekture. Neka se njegova djela nalaze u Galeriji starih i novih majstora Gradskog muzeja u Varaždinu. Bio je suvremenik slavnog slikara Canaletta. Omiljena tema Rossinijevih radova bile su rimske ruševine.